# Isochromodes undilinea
Isochromodes undilinea är en fjärilsart som beskrevs av W. Warren 1904. Isochromodes undilinea ingår i släktet Isochromodes och familjen mätare. Inga underarter finns listade i Catalogue of Life.